# Zwartkeelsmaragdbreedbek
De zwartkeelsmaragdbreedbek (Calyptomena whiteheadi) is een endemische zangvogel uit de familie Calyptomenidae. Deze vogel werd ontdekt door John Whitehead in de regenbossen rond de berg Kinabalu in Sabah (Maleisië).

## Beschrijving
De vogel is 25 cm lang. Mannetje en vrouwtje verschillen onderling, het mannetje is glanzend groen het vrouwtje oogt doffer. Het is de grootste van de drie soorten smaragdbreedbekken. Opvallend is de zwarte vlek onder de snavel die bij de andere soorten ontbreekt.

## Verspreiding en leefgebied
De vogel komt voor in regenbossen in gebergten in het noorden van Borneo op een hoogte tussen de 600 en 1850 meter boven de zeespiegel. Het leefgebied bestaat uit vochtige, dichtbeboste ravijnen. Hij heeft de gewoonte om heel lang stil te zitten.

## Status
De grootte van de populatie is niet gekwantificeerd maar de soort wordt omschreven als vrij algemeen. Omdat bij ontbossingen de gebieden met steile hellingen enigszins worden ontzien, is dit geen bedreigde diersoort. Op de Rode lijst van de IUCN heeft deze soort de status niet bedreigd.